# Amata punkikonis
Amata punkikonis là một loài bướm đêm thuộc phân họ Arctiinae, họ Erebidae.